# Brno-střed
Brno-střed (pol. Brno-Centrum) – jedna z 29 części miasta Brna. Obejmuje swym zasięgiem najstarszą i historyczną część miasta.